# 非戰爭性軍事行動
非戰爭性軍事行動（英語：Military operations other than war，MOOTW）是指是指不涉及戰爭、戰鬥、威脅或使用暴力的軍事行動，一般包括維持和平、和平建设、執法、救災、人道援助、軍事工程、軍備控制等。
這個術語是美軍於1990年代所創造，但已不再使用，英軍則使用「和平支援行動」（PSO），但本質上相同。中國人民解放軍也使用類似的概念，並在2022年發表軍隊非戰爭軍事行動綱要。